# François Étienne de Rosily-Mesros
François Étienne de Rosily-Mesros (Brest, 13 de gener de 1748 - París, 12 de novembre de 1832) fou un militar francès, almirall de la Marina Imperial i posteriorment de la Reial.
Company d'Yves Joseph de Kerguelen de Trémarec en l'exploració dels mars del Sud (1771-1772), va ser enviat per Napoleó el 1805 a Cadis per a substituir Pierre Charles Silvestre de Villeneuve en el comandament de l'esquadra francoespanyola bloquejada pels anglesos; aquest, però, va intentar una sortida abans de la seva arribada, cosa que va culminar en la batalla de Trafalgar. Les restes de la flota francesa, ja al seu comandament, van ser capturades el 1808 per l'exèrcit espanyol en la batalla del Gorg de Santa Isabel durant la Guerra del Francès.